# John Lundgren
Johan Peter (John) Lundgren, född 7 oktober 1857 i Visby stadsförsamling, Gotlands län, död 2 mars 1938 i Johannes församling, Stockholm, var en svensk veterinär och professor.
John Lundgren var son till sjökaptenen Hans Petter Lundgren och Annetta Christina Wahlqvist. Han avlade fullständig veterinärexamen vid Veterinärinstitutet i Stockholm 1879 och studerade därefter vid Karolinska institutet. Han utnämndes 1879 till adjunkt och 1889 till professor i anatomi och fysiologi vid Veterinärinstitutet, vars föreståndare han var 1896–1901. Åren 1897–1900 var John Lundgren adjungerad ledamot för föredragning och handläggning av veterinärärenden i Medicinalstyrelsen samt ledamot av Direktionen för Veterinärinstitutet. Han var också ledamot av Lantbruksakademien.
Han var gift från 1892 med Edith Åberg (1868–1941). De blev föräldrar till läkaren Gunnar Lundgren och konstnären Tyra Lundgren.
Makarna Lundgren är begravna på Djursholms begravningsplats.